# Graciosa (Azoren)
Graciosa is een klein eiland in de Portugese eilandengroep Azoren en heeft een oppervlakte van 60,8 km². Er wonen ongeveer 4780 mensen. Als eiland van Portugal, spreekt men er dan ook Portugees en heeft men de euro als munt. Het maakt ook deel uit van de Europese Unie.
Graciosa werd op 2 mei 1450 door Vasco Gil Sodré ontdekt. Maar de tijd lijkt er sindsdien stil te hebben gestaan. Kenmerkend aan Graciosa zijn de vele witte huizen, de molens en de raadselachtige lagune in de vulkaankrater.

## Geologie
Het eiland Graciosa is van vulkanische oorsprong. Het is een stratovulkaan, waarvan de laatste activiteit dateert rond 1950 voor Christus. De belangrijkste rotsen zijn basalt, trachiet en tephriet. In het zuidoostelijke deel van het eiland is er een ovaalvormige vulkanische caldera van ongeveer 2 x 1,5 km. 
Er zijn verschillende grotten in dit gebied, zowel aan de rand als in het midden van de caldera (bijv. Furna do Maria Encantada, Furna do Enxofre).
Corvo · Flores · Faial · Pico · São Jorge · Graciosa · Terceira · São Miguel · Santa Maria